# كيتشي ماتسودا
كيتشي ماتسودا (باليابانية: 松田喜一؛ بالكانا: まつだ きいち) هو مربي ياباني، ولد في 1 ديسمبر 1887 في يوكي في اليابان، وتوفي في 30 يوليو 1968.